# 布莱兹

蒙特塞拉特地图

布莱兹（英語：Brades，也作）是蒙特塞拉特的一个城镇、实际上的首府。

## 歷史
位於該島南部普利茅斯的仍然是蒙特塞拉特法理上的首府，在 1995 年被蘇弗里耶爾火山的噴發掩埋後廢棄。布萊茲在 1998年成為臨時首府，政府在此建造了臨時政府大樓。雖然搬遷實際上是暫時的，但從那以後它一直是蒙特塞拉特事實上的首府。目前政府正在布萊茲以北的利特灣建造新首府。

## 地理
布葉茲位於蒙特塞拉特的西北端。 在布萊茲東北的銀山山頂達到海拔 403 米。

## 經濟
布萊茲有幾家小商店、一家加拿大皇家銀行的分行、政府辦公室、郵局、圖書館和藥房。 蒙特塞拉特航空公司和蒙特塞拉特旅遊局的總部設在布萊茲。總檢察長辦公室位於此城的法拉拉廣場 3 號。